# El jaleo
El jaleo è un grande dipinto a olio di John Singer Sargent che raffigura una ballerina gitana spagnola che recita con un accompagnamento musicale. Dipinto nel 1882, attualmente si trova nel museo Isabella Stewart Gardner di Boston.

## Storia

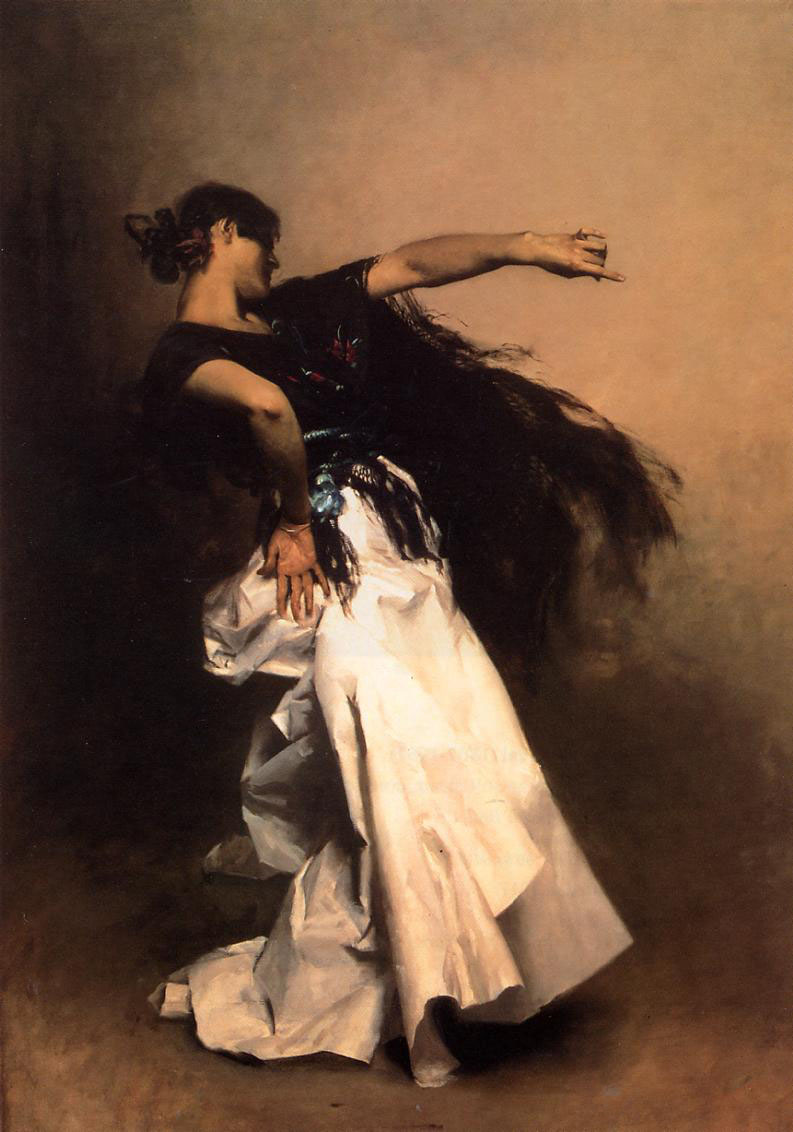
Ballerina spagnola, 1879-1882. Uno studio preparatorio a olio per la figura principale di El Jaleo.

Il dipinto si ispira a un viaggio di cinque mesi che Sargent fece attraverso la Spagna e il Magreb nel 1879, che ispirò anche un dipinto a olio più piccolo, Il ballo spagnolo (nella Società Ispanica d'America). A livello temporale e tematico, il quadro si collega a una serie di lavori di Sargent dipinti durante un soggiorno successivo a Venezia; anche questi includono degli effetti di luce drammatici, dei modelli esotici e una colorazione limitata. Impressionato dagli abiti e dalla maniera teatrale del ballo gitano, l'artista ritornò a Parigi e iniziò a lavorare a una grande tela la cui scala suggerisce uno scenario. Il nome El jaleo si riferisce tanto all'ampio significato di jaleo, un baccano, quanto al ballo vero e proprio noto come jaleo de Jerez.
Sargent ideò la composizione di El jaleo per almeno un anno. Come era d'uopo nelle sue opere, il quadro venne preceduto da una serie di studi preliminari, concentrandosi in particolare nella posa stilizzata della ballerina. Come risultato di questa preparazione minuziosa, El jaleo si caratterizza per una gestione sicura e rapida, e potrebbe essere stato completato in poco più di qualche giorno.

### Provenienza

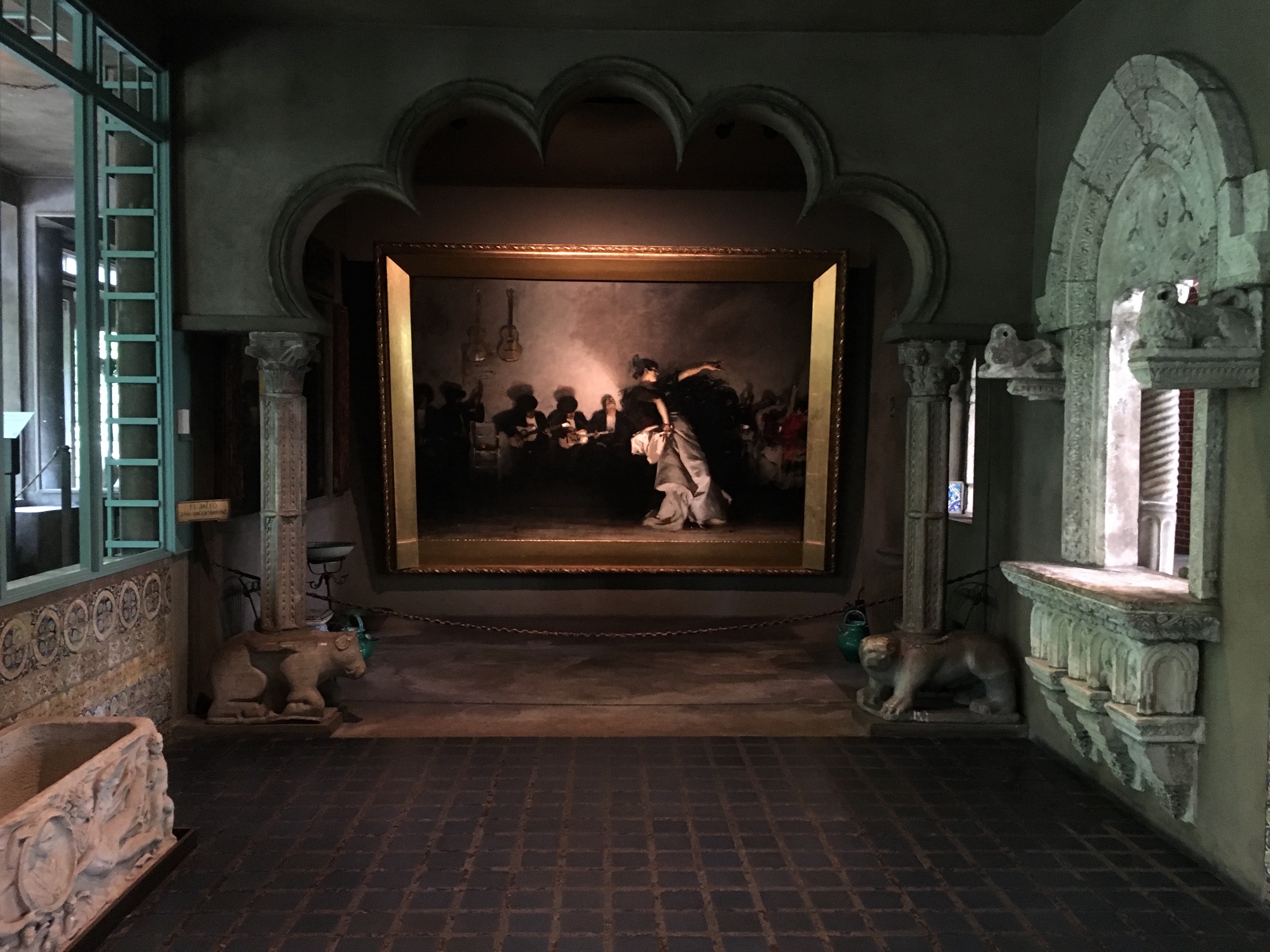
Il quadro esposto al museo bostoniano, dentro l'arco moresco.

Sargent espose El jaleo al Salone di Parigi del 1882, dove il quadro fu acquistato da uno sponsorizzatore di Boston, Thomas Jefferson Coolidge. Fu l'ultimo dipinto di genere che Sargent espose al Salone, e fu il suo più grande successo lì.
Nel 1888 il quadro fu esposto pubblicamente a Boston, quando Isabella Stewart Gardner, la patrona del museo omonimo ed erede di un cugino di Coolidge, espresse il proprio interesse per esso. Nel 1914 prese in prestito El jaleo per esporlo nel suo museo, e costruì la galleria del chiostro spagnolo specialmente per accogliere l'opera, la quale era incorniciata da un arco moresco. Coolidge allora diede il quadro a Gardner, e Sargent le regalò pure un album di disegni a matita che aveva fatto come bozzetti preparatori per l'opera.
El jaleo fu esposto brevemente alla galleria nazionale d'arte a Washington, D.C. nel 1992, come prestito del museo Isabella Stewart Gardner per la prima volta dal 1914. Allora il dipinto era stato pulito e restaurato in tempi recenti da Alain Goldrach.

## Descrizione

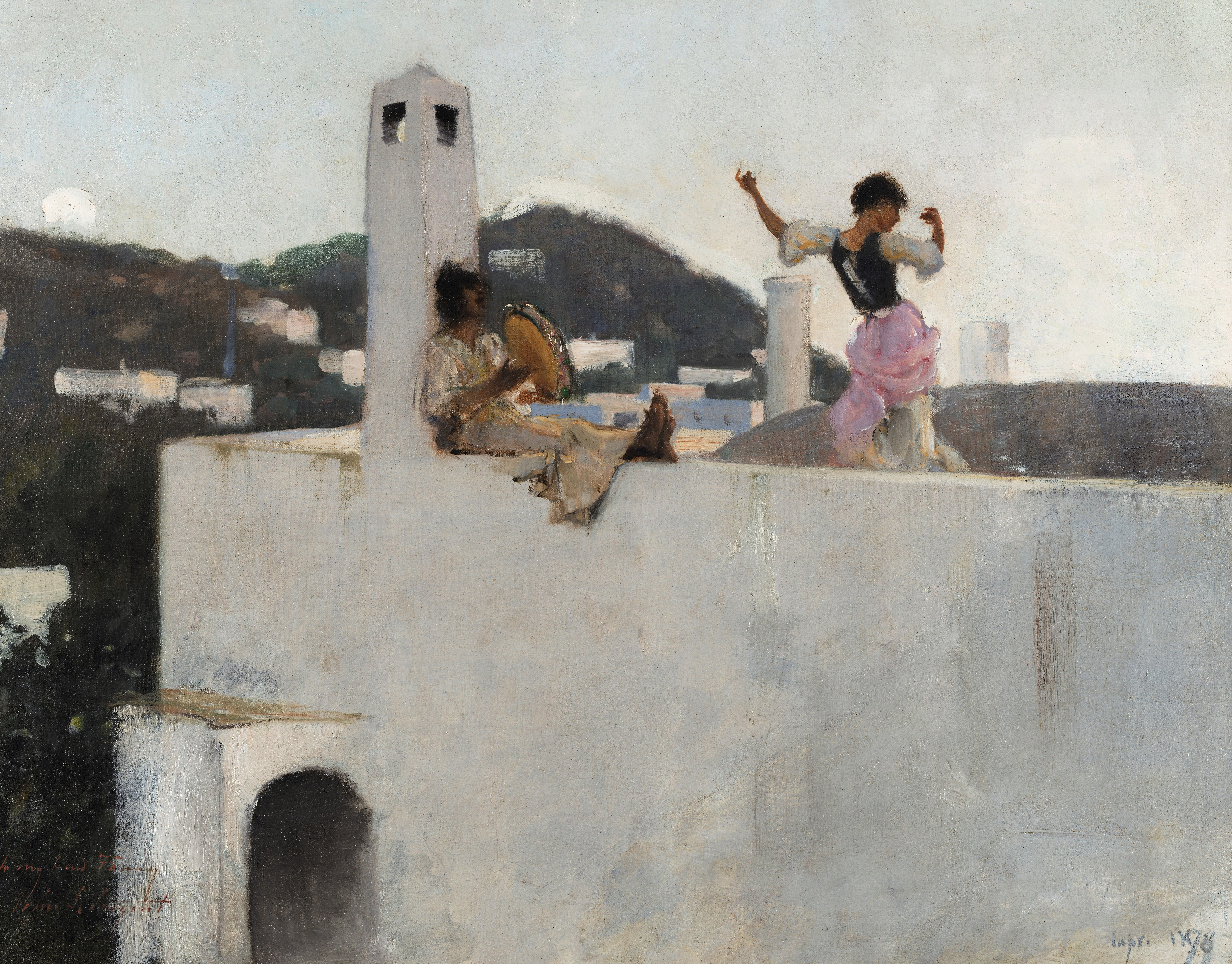
Il dipinto Capri di Sargent (1878) ritrae Rosina Ferrara che balla la tarantella, e anticipa il flamenco di El jaleo.

Con quasi 3,7 metri di larghezza, El jaleo è dipinto con una paletta quasi monocromatica, però con dei tocchi rossi negli scialli delle ballerine sedute sulla destra e un'arancia alla sinistra su una sedia, che ricorda i limoni che Édouard Manet aggiunse in alcuni dei suoi grandi dipinti. In disaccordo con la pratica accademica di modulare accuratamente i toni, Sargent drammatizza il contrasto tra i neri ricchi e la gonna bianca della ballerina, catturata con una luce forte che brilla ai suoi piedi e dipinta energicamente allo scopo di suggerire il movimento. Anche la penombra dell'interno della taverna o del café cantante crea delle ombre larghe nella parete posteriore imbiancata che occupa quasi la metà del quadro.
La ballerina, inclinata asimmetricamente, suggerisce un movimento in avanti, da sinistra a destra attraverso la tela. Porta un grande scialle ricamato avvolto attorno alle sue spalle, che illustra il vestiario tipico del flamenco. La posa della ballerina, con il braccio sinistro esteso, è una rappresentazione della tecnica e dello stile canonico del flamenco.
El jaleo è la più teatrale delle prime opere principali di Sargent. La carenza di una barriera tra lo spettatore e la ballerina crea l'illusione di essere presenti nella vicenda reale; la manipolazione dello spazio e la luce comunicano i ritmi energetici del ballo, del suono e del movimento. Lo stesso Sargent aveva dipinto qualche tempo prima un dipinto, intitolato Capri, che può essere considerato un preludio di questo, in quanto ritrae una fanciulla che balla una tarantella.
El jaleo è un esempio di ispanismo, il fenomeno del fascino generalizzato per la cultura spagnola in tutta l'Europa e in America nel XIX secolo e agli inizi del XX.
Il dipinto è stato indicato tanto come un esempio dell'impressionismo di John Singer Sargent, quanto come uno della sua affinità con il movimento realista.

## Accoglienza
Dopo l'esposizione iniziale di El jaleo nel 1882 al Salone francese, John Singer Sargent divenne, come disse uno scrittore, "il pittore più chiacchierato di Parigi." Alcuni critici nel 1882 dissero che la tela aveva fatto sì che Sargent si fosse unito agli impressionisti francesi. Un critico di Le Figaro definì la tela "uno dei lavori più originali e forti del Salone attuale." Alcuni scrittori salutarono il quadro come ignegnoso, mentre altri lo liquidarono come un capriccio dell'artista.
Oggi El jaleo è considerata una delle opere principali di John Singer Sargent.